# Cossus cossus
Cossus cossus, vrbotočac, je vrsta noćnog leptira (moljca) iz porodice Cossidae.  Vrstu je opisao Karl Line, 1758. godine.

## Rasprostranjenje, stanište i biljka hraniteljka
Areal je širok i obuhvata Evropu, Aziju i deo Afrike. Gusenica se hrane unutar stabala i grana više vrsta listopadnog drveća, poput trepetljike (Populus tremula), ali i različitih gajenih sorti voća. U skladu sa tim, staništa obuhvataju područja pored vodenih tokova, bašti, parkova i slično. Mogu se lako pronaći inspekcijom donjeg dela stabala, tik iznad tla, jer ih odaju specifični ožiljci na tkivu drveta. Za razvoj im je potrebna relativno vlažna sredina. Gusenice se mogu videti i van svog mikrostaništa, i to kada ga napuste pred ulutkavanje.

## Opis vrste
Jaja su tamna, izdužena i skrivena pod korom. Mlade gusenice su rigidne, žute, crne glavene kapsule i protorakalnog štita. Tokom presvlačenja, dobijaju rozikastu boju koja postepenu prelazi u duboku crvenu na dorzumu. Spirakulumi su krupni i izduženi. Na dnu glavene kapsule uočljiv je i prilagođen aparat za hranjenje. Gusenice su izuzetno krupne i blago sluzave. Pred ulutkavanje (do kojeg može doći tek za nekoliko godina) postaju blede i natečene. Adulti dostižu raspon krila do 90mm, a krila su čelično siva i prožeti finim crnim linijama. Lete od sredine proleća do kraja avgusta. 

## Literatura
- Skinner, Bernard (1984). Colour Identification Guide to Moths of the British Isles. Viking Press. стр. 3. ISBN 0-670-80354-5.
- Waring, Paul; Martin Townsend (2003). Field Guide to the Moths of Great Britain and Ireland. British Wildlife Publishing. стр. 23. ISBN 0-9531399-2-1.
- This information, or an older version, was partially obtained from De Vlinderstichting - Vlindernet – http://www.vlindernet.nl/ (geraadpleegd 18-05-2017).